# 인도호저
인도호저 또는 인도갈기산미치광이(학명: Hystrix indica)는 호저과에 속하는 대형 설치류의 일종으로 가장 큰 구대륙호저 종이다. 아시아 남부와 중동의 토착종이다.

## 특징
몸무게가 11~18kg에 이르는 대형 설치류다. 꼬리 길이 8~10cm를 제외한 몸통 길이가 70~90cm이다. 야생에서 기대 수명은 알려져 있지 않지만 포획된 암컷 중에서 최대 27.1년까지 살았던 기록이 있다. 온 몸이 가시로 불리는 여러 겹의 변형된 털로 덮여 있으며, 더 길고 가는 가시가 짧고 굵은 가시 층을 덮고 있다. 가시는 갈색 또는 검은색이고 희고 검은 띠가 번갈아 나타난다. 가시는 케라틴으로 이루어져 있고 비교적 유연하다.
각 가시는 피부 밑의 근육과 연결되어 있어서 호저가 위험을 느낄 때 깃털을 들어 올릴 수 있다. 가장 긴 깃털은 목과 어깨 부위에 있고 몸 둘레에 일종의 "치마"를 형성한다. 가시털 길이는 최대 51cm까지 자랄 수 있고 대부분 15~30cm이다. 등과 엉덩이 쪽에는 작고 더 딱딱한 가시는 촘촘히 나 있다. 작은 가시털은 잠재적인 위험이 있을 때 상대방을 찌르는 데 사용한다. 꼬리 밑 부분에는 흰색으로 보이는 짧은 가시털 있고, 길고 속이 비어 있어서 외부로부터 위협을 받을 때 가시털을 흔들어 경고음을 낼 수 있다. 대부분의 사람들이 믿고 있는 것과 달리 인도호저는 다른 모든 호저와 마찬가지로 깃털을 쏠 수 없다.
인도호저는 몸 부피에 비해 표면적이 낮아 열 보전에 도움이 되는 땅딸막한 몸을 갖고 있다. 굴을 파는 데 쓰는 긴 발톱과 함께 넓은 발을 갖고 있다. 다른 모든 호저와 마찬가지로 인도호저는 냄새에 예민한 날카로운 끌 모양의 앞니를 갖고 있다.

## 분포 및 서식지
인도호저는 서남아시아와 중앙아시아 전역에서 발견되며, 분포 지역은 아프가니스탄과 아르메니아, 아제르바이잔, 중국, 조지아, 인도, 이란, 이라크, 이스라엘, 요르단, 카자흐스탄, 레바논, 네팔, 파키스탄, 사우디아라비아, 스리랑카, 터키, 투르크메니스탄, 예멘을 포함하고 있다. 환경에 대한 저항성이 유연하기 때문에 넓은 서식지 분포 지역을 차지하고 있다. 암반 구릉 지대를 좋아하지만 열대와 온대 관목 지대, 초원 지대, 숲, 농장, 교외 지역에서도 흔하게 발견된다. 분포 지역은 풀의 계절성 밀집도와 굴을 파기에 적합한 땅을 사용할 수 있는 지에 제한을 받는 것으로 보인다. 보다 구체적으로 인도호저의 분포 지역 북쪽 범위는 최소 여름밤 기간에 제한 받는다. 최소 밤 기간이 7시간 이하인 위도 지역에서는 발견되지 않고, 이는 아마도 식이적인 요구를 충족시키는 데 필요한 먹이를 찾는 시간때문으로 추정된다.
2018년 아랍에미리트 와디 우라야에서 인도호저가 발견되었다.

## 먹이
인도호저의 먹이는 아주 다양하고 대부분 초식을 한다. 뿌리와 열매, 곡물, 핵과, 덩이줄기 뿐만 아니라 곤충과 작은 무척추동물을 포함한 다양한 자연 식물과 농작물을 먹는다. 맹장이 소화를 돕는 동물이기 때문에 질이 낮은 식물도 먹을 수 있다. 뼈를 씹어 가시 깃털의 성장을 돕는 칼슘과 같은 미네랄을 섭취하는 것으로 알려져 있다. 충분한 지방 축적물을 형성하는 능력은 계절에 따라 변경되는 서식지에서 살기 위해 적절하게 적응한 결과로 추정된다.
덩이줄기를 파내는 과정에서 서식지를 변화시키는 역할을 할 수도 있다. 또한 농작물을 좋아하기 때문에 분포 지역 대부분에서 심각한 농업 해충으로 간주되기도 한다. 이런 이유로 성가신 동물 취급을 받기도 한다.

## 습성
구대륙의 다른 호저처럼 야행성 동물이다. 성체 호저와 젖을 뗀 새끼 모두 먹이는 구하는 데 매일밤 하루 평균 7시간을 보낸다. 겨울철에 달빛을 피하는 경향이 있는 데 이는 포식자를 피하기 위한 전략으로 보인다. 그러나 여름철에는 달빛을 피하지 않고(먹이는 구하기 위한 활동하는 시간이 적기 때문에) 대신 굴 근처에 머무는 경향이 있다. 낮에는 굴 속에 머물지만 겨울에는 낮 동안 굴에서 나와 햇빛을 쬐기도 한다.
인도호저는 반지중성 동물이다. 천연 동굴이나 만든 굴 속에서 서식한다. 잘 오르거나 뛰지 못하기 때문에 대부분의 시간을 땅 위 또는 땅 아래에서 보낸다. 그러나 헤엄을 잘 친다. 인도호저의 포식자는 호랑이, 아시아사자, 표범 등의 큰 고양이과동물과 카라칼, 늑대, 줄무늬하이에나, 아시아들개, 인도악어, 사람 등이다. 그러나 천적이 나타나거나 흥분하거나 겁을 먹으면 깃을 세워 더 크게 보인다. 꼬리의 밑 부분의 속이 빈 깃을 덜컥거리거나 발을 구르고 으르렁거리거나 위협의 뒷쪽을 공격할 수 있다.

## 번식
인도호저는 2월과 3월에 짝짓기를 한다. 임신 기간은 평균 240일 동안 지속된다. 암컷은 1년에 2~4마리의 새끼를 낳는다. 새끼는 눈을 뜬 채로 태어나고 생후 몇 시간 이내에 단단해지는 짧고 부드러운 깃털로 덮여 있다. 새끼는 생후 13~19주가 지나면 완전히 젖을 떼지만 2살 경에 성적으로 성숙해지기 전까지는 부모 형제와 함께 굴에서 지낸다.